# Ардіан Кознику
Ардіан Кознику (хорв. Ardian Kozniku, нар. 23 жовтня 1967, Джяковіца) — хорватський футболіст, що грав на позиції нападника. По завершенні ігрової кар'єри — футбольний тренер.
Виступав, зокрема, за клуб «Хайдук» (Спліт), а також національну збірну Хорватії.

## Клубна кар'єра
Народився 23 жовтня 1967 року в місті Джяковіца. Вихованець футбольної школи клубу Vllaznimi.
У дорослому футболі дебютував 1988 року виступами за команду клубу «Приштина», в якій провів два сезони, взявши участь у 58 матчах чемпіонату. 
Своєю грою за цю команду привернув увагу представників тренерського штабу клубу «Хайдук» (Спліт), до складу якого приєднався 1990 року. Відіграв за сплітської команди наступні чотири сезони своєї ігрової кар'єри. Більшість часу, проведеного у складі «Хайдука», був основним гравцем атакувальної ланки команди. У складі «Хайдука» був одним з головних бомбардирів команди, маючи середню результативність на рівні 0,45 голу за гру першості. У першому сезоні незалежного хорватського чемпіонату (1992 рік) забив 12 голів, ставши найкращим бомбардиром турніру.
Згодом з 1994 по 2001 рік грав у складі команд клубів «Канн», «Гавр», АПОЕЛ, «Бастія», «Кроація», «Динамо» (Загреб) та «Каринтія».
Завершив професійну ігрову кар'єру у клубі «Хрватскі Драговоляц», за команду якого виступав протягом 2001—2002 років.

## Виступи за збірну
У 1994 році дебютував в офіційних матчах у складі національної збірної Хорватії. Протягом кар'єри у національній команді, яка тривала 5 років, провів у формі головної команди країни лише 7 матчів, забивши 2 голи.
У складі збірної був учасником чемпіонату світу 1998 року у Франції, на якому команда здобула бронзові нагороди.

## Кар'єра тренера
Розпочав тренерську кар'єру, повернувшись до футболу після тривалої перерви, 2014 року, очоливши тренерський штаб клубу «Шкендія». Наразі досвід тренерської роботи обмежується цим клубом.

## Досягнення
- Чемпіон Хорватії (4):

«Хайдук» (Спліт): 1992, 1993–94
«Кроація»: 1999–99, 1999–2000
- Володар Кубка Югославії (1):

«Хайдук» (Спліт): 1990–91
- Володар Кубка Хорватії (1):

«Хайдук» (Спліт): 1992–93
- Володар Суперкубка Хорватії (3):

«Хайдук» (Спліт): 1992, 1993, 1994
- Володар Кубка Австрії (1):

«Кернтен»: 2000–01
- Володар Суперкубка Австрії (1):

«Кернтен»: 2001
- Найкращий бомбардир чемпіонату Хорватії: 1992 (12 голів)
- Бронзовий призер чемпіонату світу: 1998